# Juan Ramón Martínez Salazar
Juan Ramón Martínez Salazar (Madrid, 1 de junio de 1951 - 14 de noviembre de 2015) fue un diplomático español.
Licenciado en Ciencias Políticas y en Derecho, ingresó en 1977 en la carrera diplomática. Fue cónsul adjunto en Zúrich y cónsul en Rabat. Fue consejero técnico en la Secretaría de Estado para las Comunidades Europeas, director del Gabinete Técnico de la Agencia Española de Cooperación Internacional y Consejero en la Representación Permanente de España ante las Naciones Unidas. En 1996 pasó a ocupar el puesto de Segundo Jefe en la Embajada de España en Rabat y en 2000 el cargo de director del Gabinete del ministro de Fomento. Desde mayo de 2004 a 2008 fue embajador de España en Grecia, y desde ese mismo año hasta 2010 lo fue en Túnez.